# Piping
Piping, onderloopsheid en achterloopsheid zijn termen uit de civiele techniek die aangeven dat er water onder een kade, dijk of ander kunstwerk stroomt als gevolg van een groot waterstandsverschil. Men gebruikt de term 'onderloopsheid' voor stromingen onder kunstwerken, zoals sluizen, 'achterloopsheid' voor stroming langs constructies en 'piping' voor geconcentreerde stroming onder dijken en kades. Gelijkmatige stroming onder deze constructies wordt kwel genoemd. Kwel is over het algemeen niet problematisch voor de constructie, maar levert vaak wel een ontoelaatbaar waterbezwaar op.

## Onderloopsheid

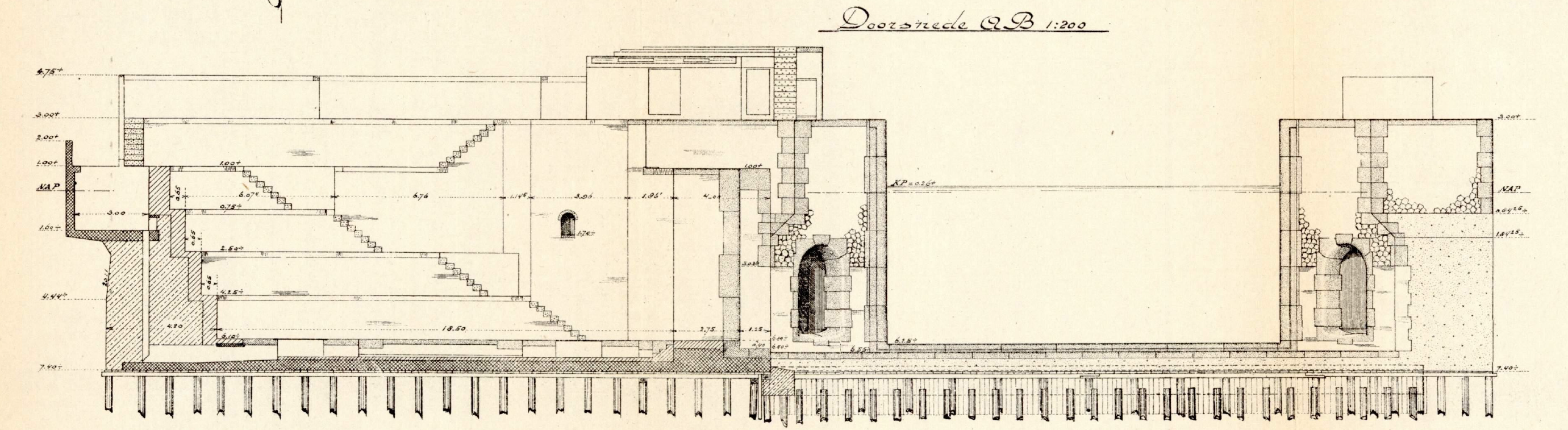
Dwarsprofiel over de sluiskolk van Hansweert, 1917

Kwelwater met zand stroomt door drukverschil onder een kunstwerk door richting binnendijkse zijde. In het begin gaat dit heel langzaam, maar hoe langer de onderloopsheid doorgaat, hoe sneller de uitspoeling gaat. De afstand die het water aflegt noemt men de kwelweglengte. Na verloop van tijd ontstaan tunnelvormige ruimtes die de constructie verzwakken. Deze tunnel groeit dus vanaf de binnenzijde van de dijk richting zee of rivier. Door de groei van die tunnel wordt de kwelweglengte kleiner en neemt het debiet door de tunnel toe, waardoor de erosie steeds toeneemt. Het is dus een zichzelf versterkend mechanisme.
Met name onder constructies die gefundeerd zijn op palen is het risico van onderloopsheid groot. Doordat de ondergrond wat kan gaan zetten, en de constructie vanwege de paalfundering dat niet doet, is er grote kans dat er wat ruimte ontstaat tussen de constructie en de daar onder liggende bodem. Hierdoor kan het water er makkelijker onderdoor stromen en verkleint dus de kwelweglengte. Om dit te voorkomen worden onder dit soort constructies altijd verticale kwelschermen aangebracht die haaks op de richting van de grondwaterstroming staan. Een voorbeeld hiervan is het kwelscherm onder de schutsluis van Hansweert, zie tekening. Dit scherm bestond uit houten damwandplanken. Tegenwoordig worden kwelschermen vrijwel altijd uitgevoerd als stalen damwand.

## Achterloopsheid

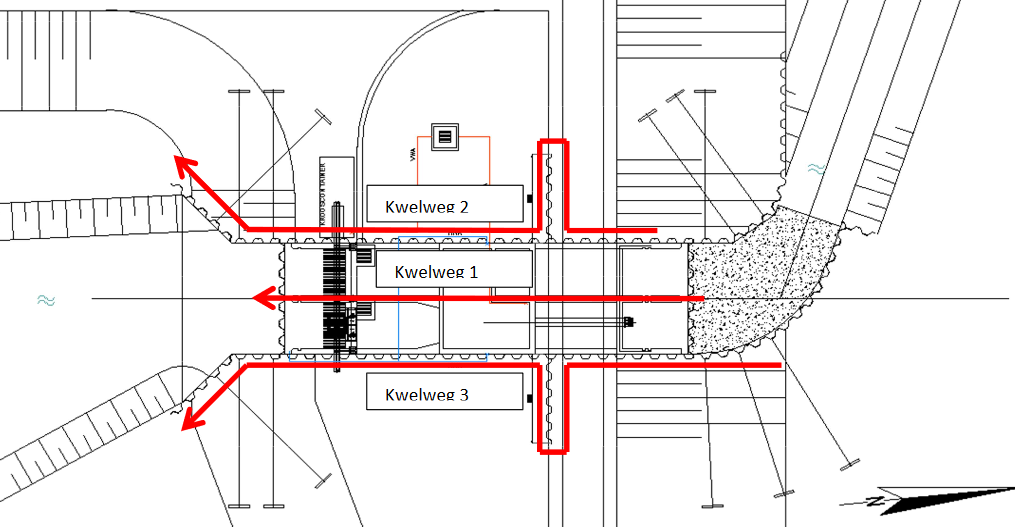
kwelwegen rond een gemaal

In het geval van achterloopsheid stroomt het kwelwater niet onder- maar langs een kunstwerk. Om achterloopsheid tegen te gaan wordt er naast de constructie ook een damwand geplaatst, haaks op de richting van de grondwaterstroming. Een belangrijk constructief probleem hierbij is dat bij ongelijkmatige zetting van de ondergrond het scherm soms los wil komen van de constructie, waardoor de werking wegvalt. In bijgaande figuur zijn duidelijk de stalen damwanden te zien die achterloopsheid tegen gaan. Met name bij de schermen aan de zijkant van het gemaal is de toename van de kwelweglengte duidelijk te zien.

## Piping

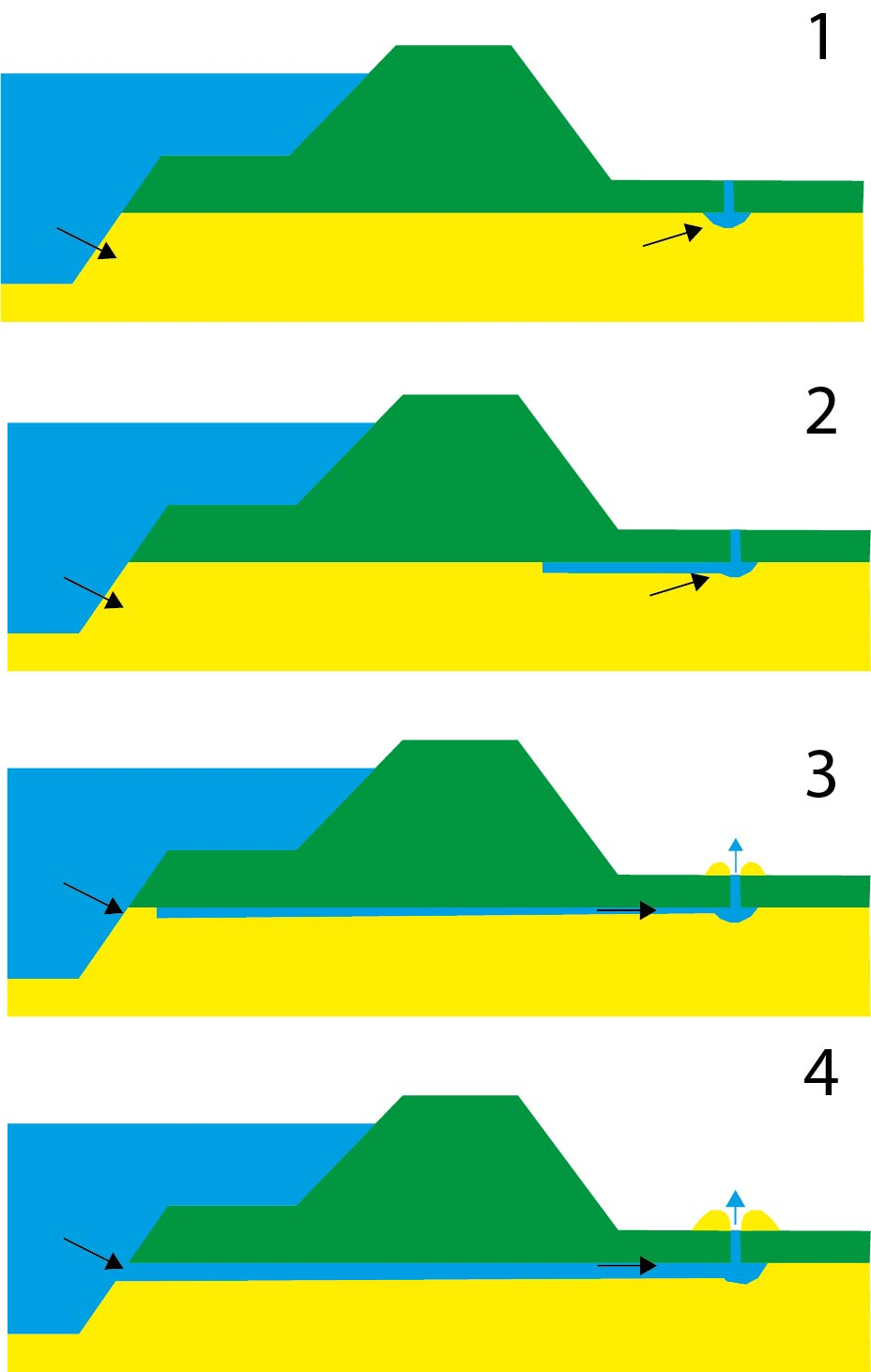
Schematische weergave van piping

Ook onder dijken kan deze geconcentreerde kwel optreden, er kan dan een pijp ontstaan. Dit heet pijpvorming, maar het is in Nederland gebruikelijk om hiervoor de Engelse term 'piping' te gebruiken. Piping treedt op onder dijken die op een (dunne) kleilaag liggen met daaronder een doorlatende zandlaag. Dit is met name het geval bij een aantal rivierdijken. Met name een aantal dijken langs de Waal (omgeving Heeselt) en langs de IJssel zijn pipinggevoelig. Het water moet wel enige tijd een hoge stand hebben om het mechanisme te initiëren. Hierdoor komt piping bij zeedijken minder voor, omdat de duur van het hoge water daar te kort is. Het waterschap heeft hierover een instructievideo gemaakt.
Piping kent een aantal fases, zie bijgaande schematische tekening:
1. Water stroomt door een zandlaag onder de dijk door en komt achter de dijk naar boven, er ontstaat een wel
2. Het water dat onder de dijk doorstroomt neemt zand mee en zet dit af op de slootbodem of op het maaiveld achter de dijk, dit is een zandmeevoerende wel. Er ontstaat een pijp. De lengte van de pijp is afhankelijk van het verval over de dijk.
3. Bij een bepaalde lengte van de pijp neemt de erosie progressief toe, dit komt omdat de weerstand door de toename van de pijplengte afneemt.
4. Als er een verbinding met het buitenwater is gevormd gaat het water sneller stromen en neemt nog meer zand mee, de ontstane holte onder de dijk kan zo groot worden dat de dijk gaat verzakken; dit kan tot doorbraak leiden.

Als piping niet op tijd wordt gestopt zal het leiden tot verzakking of dijkdoorbraak.

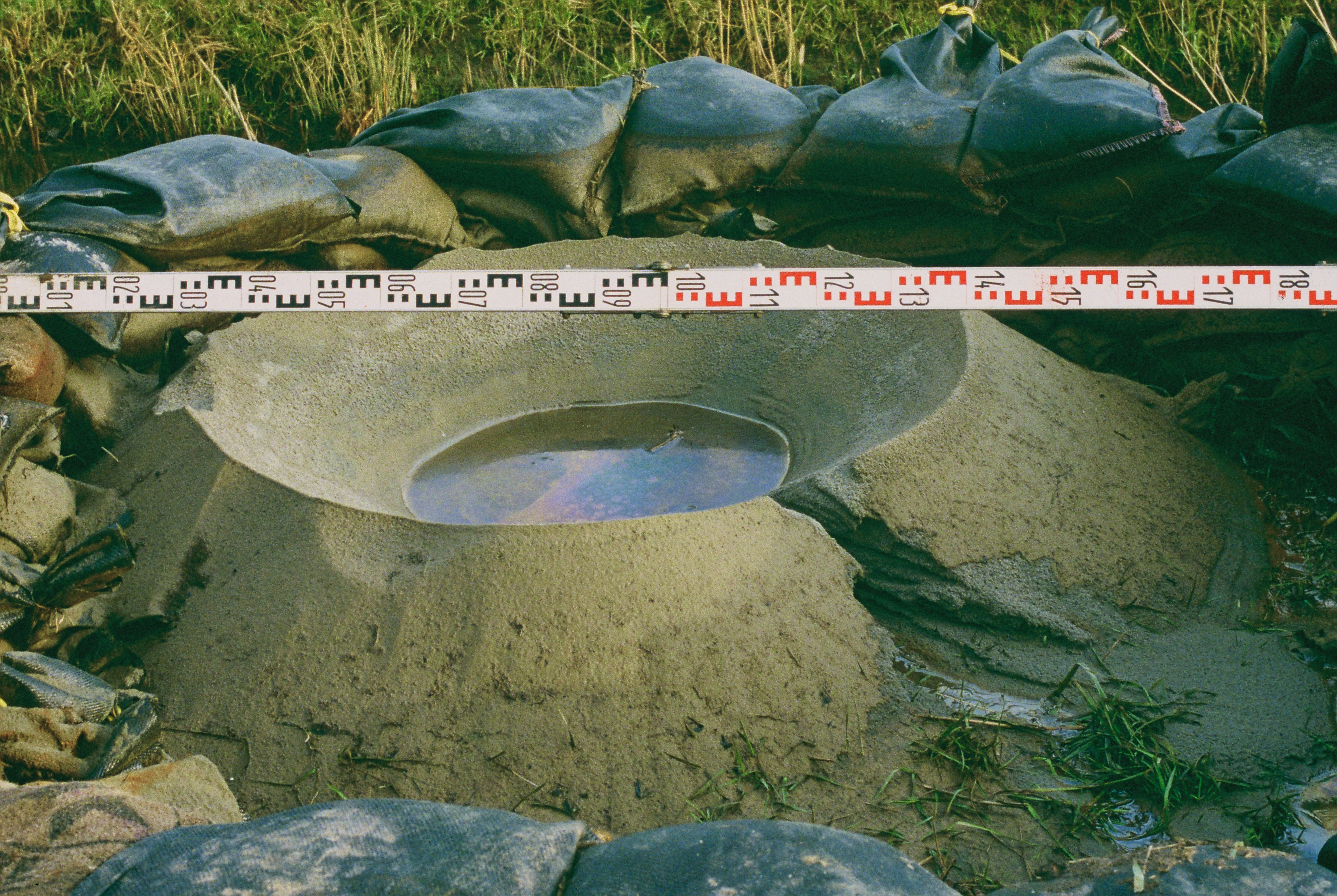
Zandmeevoerende wel achter de dijk na een hoogwater

Het geforceerd stoppen van piping gebeurt meestal door lokaal bij het uittreepunt van het water lokaal de waterstand te verhogen (opkisten van de wel). De naam "opkisten" komt omdat men er vroeger een houten kist omheen plaatste. In plaats van een kist werd ook wel een ton gebruikt, een welton. Tegenwoordig gebeurt het meestal met zandzakken.

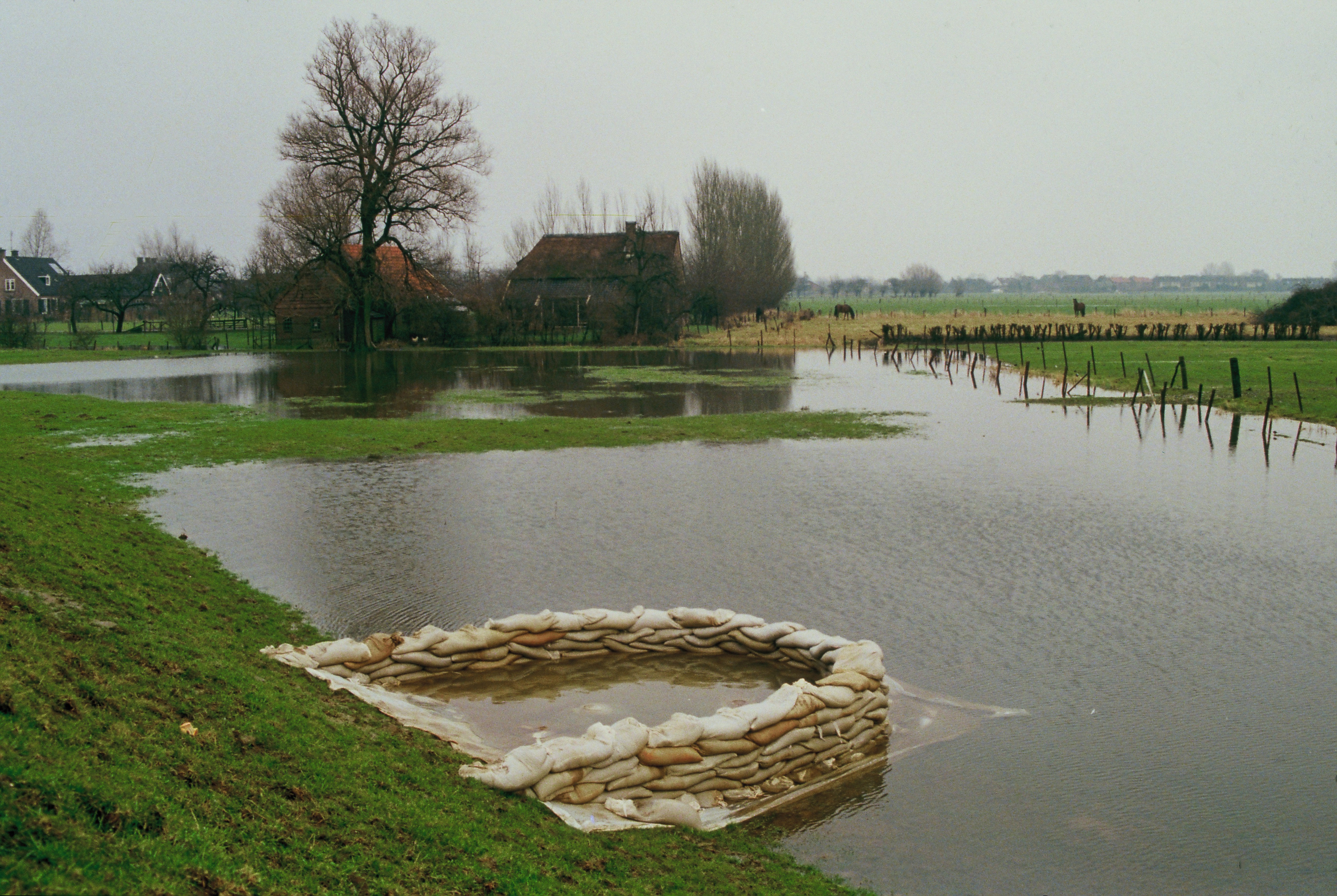
Een opgekiste zandmeevoerende wel tegen de binnenteen van de dijk

In de periode na het rivierhoogwater van 1995 is er nogal wat onderzoek gedaan naar de kans op voorkomen van piping.
Als heel globale toetsing voor het optreden van piping kan de volgende formule gebruikt worden:

{\displaystyle (\Delta H-0,3d)\leq {\frac {\Delta H_{c}}{\gamma }}}

waarin

{\displaystyle \Delta H} verval over de grondconstructie (m)

{\displaystyle \Delta H_{c}} kritiek verval (m)

{\displaystyle d} dikte van de afdekkende kleilaag (m)

{\displaystyle \gamma } veiligheidsfactor
De minimale kwelweglengte (dus van de buitenteen tot de binnenteen van de dijk) is met de formule van Bligh globaal te bepalen. Deze formule stelt dat minimale kwelweglengte ongeveer 15 keer het kritieke verval over de dijk ({\displaystyle \Delta H_{c}}) is. Als deze lengte niet voldoende is, zal aan de binnenzijde van de dijk een pipingberm aangebracht moeten worden van klei van ca 1 m dik en voldoende breed dat de afstand van buitenteen tot binnenteen (van de berm) nu wel 15 keer het kritieke verval is.
Voor dunne zandlagen onder de klei geeft deze formule te snel aan dat er kans op piping is; beter is het om daarom een formule te gebruiken waar ook de kwelweg, de dikte van het zandpakket en de korrelgrootte van dat zand in zit. Uit onderzoek van Sellmeijer (zie hiervoor, formule 5.8) blijkt dat ook de verdeling van de korrels en hun rolweerstand een rol spelen.
Met name toen overgestapt werd op een overstromingsrisicobenadering voor de beoordeling van dijken bleek dat de kans op falen door piping substantieel was. Bij de inventarisatie van de dijken tussen 2010 en 2015 bleek dat bij nogal wat getoetste dijken (500 van de 1000 km) niet aan de eisen voldeden. Vooral bij dijken met een zandlaag onder de klei treedt dit probleem op. Deze primaire waterkeringen kunnen "eenvoudig" worden versterkt met een pipingberm van klei onderaan aan de binnenzijde van de dijk. In de praktijk blijkt dit niet zo eenvoudig te zijn, omdat op de plek waar die steunberm zou moeten komen heel vaak bebouwing of natuurwaarden aanwezig zijn, waardoor de aanleg van zo'n berm praktisch moeilijk te realiseren is.
Als alternatief wordt daarom tegenwoordig ook wel een waterdoorlatend, maar zanddicht geotextiel verticaal onder de binnenteen aangebracht. Dit stopt de kwel niet, maar voorkomt de vorming van een pijp. Het maken van een waterdicht scherm is minder aantrekkelijk, omdat dan weliswaar de kwellengte toeneemt, maar het risico op pijpvorming blijft bestaan, tenzij het scherm over een grote hoogte wordt aangebracht. Het waterdoorlatende scherm hoeft niet zo veel hoogte te hebben.